# Piotr Urbanek
Piotr Urbanek (ur. 25 czerwca 1964 w Warszawie) – polski gitarzysta basowy, najbardziej znany jako członek zespołu Perfect (1998–2021). Do zespołu dołączył po odejściu z niego Andrzeja Nowickiego.
Wcześniej związany był z takimi wykonawcami jak: Roxa ("Rajskie ogrody" – 1985), Lady Pank ("Zawsze tam, gdzie ty" – 1990), Syndia ("Syndia" – 1991), Human ("Earth" – 1993), Tadeusz Nalepa Band ("Flamenco i Blues" – 1996), Kostek Joriadis ("Costec" – 1996), Kasia Kowalska ("Pełna obaw" – 1998).